# Gobelin
Il gobelin è un tessuto che cerca di imitare gli arazzi Gobelins. Tessuto operato realizzato con un telaio jacquard, con diversi subbi di ordito e diverse navette per la trama.
Dal francese (pronuncia goblin) prende il nome dalla Manifattura dei Gobelins che dal XVII secolo produsse, a Parigi, splendidi arazzi.
I diversi orditi e trame, di colori differenti, combinati con le possibilità del telaio Jacquard producono disegni molto complessi e dettagliati, con possibili effetti in rilievo, e danno corpo ad un tessuto molto appariscente, di consistenza pesante, resistente all'usura.
Il filato utilizzato è in cotone, di dimensioni diverse, molto sottile in ordito, e più robusto in trama.
I disegni tradizionali sono fiori, paesaggi, scene storiche o mitologiche, con tipologie legate alla tapezzeria, spesso di gusto retrò e dai colori smorzati. Nuovi soggetti, anche non figurativi, compaiono recentemente per adeguare questo prodotto alle esigenze dell'arredamento moderno.
Destinato alla tappezzeria copre divani, poltrone, cuscini; seguendo i dettami della moda compare occasionalmente nell'abbigliamento femminile (giacche), più facilmente nella produzione di borse e valigie.